# Antisèche
Une antisèche est un document rédigé et conservé afin d'éviter de « sécher » sur un sujet.

## Outil d'apprentissage
En informatique, en France, on utilise généralement le terme anglais cheatsheet. La cheatsheet reprend ce concept en présentant, de la façon la plus concise possible, les grandes lignes d'un logiciel ou d'un langage informatique, comme les raccourcis, termes ou données spécifiques à celui-ci.
Au Canada, TermiumPlus, le site officiel de traduction du Gouvernement fédéral, traduit cheat sheet par « aide-mémoire ». Au Québec, les termes « aide-mémoire » et « mémento » sont recommandés.
En informatique, la cheatsheet, littéralement « feuille de triche », est très souvent utilisée pour avoir une panoplie des mots-clefs les plus utiles sous la main. Ce document est construit pour être très court (une feuille A4 habituellement) et nécessite de connaitre les bases du sujet qu'il traite.[réf. nécessaire]
Par exemple, pour un langage de programmation, on y trouvera :
- les concepts fondamentaux du langage (structures, contrôles…) ;
- la façon de déclarer des variables ;
- les fonctions les plus utiles (sur les tableaux, les objets, les fichiers…) ;
- les extensions les plus courantes.

## Outil de tricherie

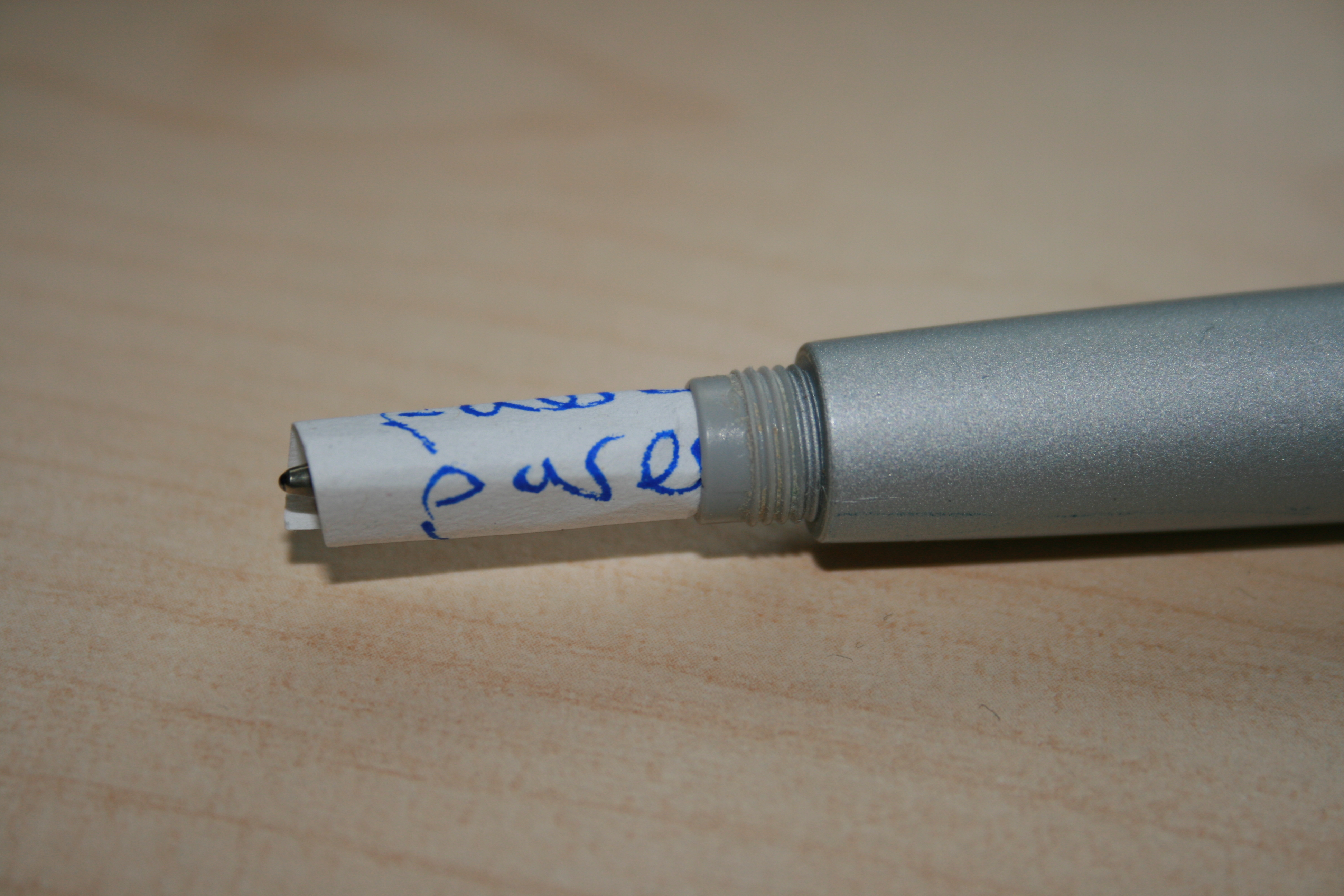
Une antisèche glissée dans un stylo.

Une antisèche est un document rédigé en amont d'un examen dans un but de tricherie. Son usage lors de l'examen constitue une fraude, car il permet de répondre correctement à une question. L'antisèche, encore appelée « pompe » en argot scolaire, doit être de petite taille afin d'être aisément dissimulée.
En Belgique, le terme « copion » est utilisé pour désigner une antisèche tandis qu'en Suisse, on utilise le terme « mascogne ». Dans le Midi de la France, on utilise couramment le substantif « tust(e) » qui vient de l'occitan tustar, et « fafiot » (billet) dans l'Est de la France.
L'usage avéré d'une antisèche lors d'un examen se solde généralement par une exclusion immédiate pour fraude et peut en outre être assortie d'une interdiction de se représenter au même examen pour plusieurs années. Par exemple, en France, la tricherie lors du passage du baccalauréat peut valoir de un à cinq ans d'interdiction au fautif.